# Pévé jezik
Pévé jezik (ISO 639-3: lme; ka’do, lamé, ka’do pevé, “kado”, zime), čadski jezik podskupine masaa, kojim govori 30 000 ljudi (1999 SIL) u čadskoj regiji Mayo-Kebbi Ouest i 5 720 (2000) u kamerunskoj provinciji North.
Ima tri dijalekta: lamé, doe (doué) i dari. Nije isto što i nigerijski jezik lame [bma].

## Glasovi
38: p t k ? b d g mb nd Ng ts dz ndz f h v hh s z hlF lF m n N r[ l j w i e a o u ai eo ao b* d*

## Vanjske poveznice
- Ethnologue (14th)
- Ethnologue (15th)